# 멍훙웨이
멍훙웨이(중국어 간체자: 孟宏伟, 정체자: 孟宏偉, 병음: Mèng Hóngwěi, 1953년 11월 6일 ~ )는 중화인민공화국의 경찰관이다. 2004년 4월부터 공안부 부부장을 역임했고 2016년 11월부터 국제형사경찰기구(인터폴) 총재를 역임했으나 2018년 10월에 중국 정부로부터 비리 혐의로 체포되어 수감되었다.

## 주요 이력
헤이룽장성 하얼빈시 출신이며 1972년 12월부터 중국 공산당 활동에 참여했다. 1975년 6월에 중국 공산당에 입당했고 1977년에는 베이징 대학에서 법학과 학사 학위를 받았다. 중화인민공화국 공안부에서 부장조리, 교통관리국 국장을 역임했고 2003년에는 중난 공업 대학에서 법학과 박사 학위를 받았다.
2004년 4월에는 공안부 부부장으로 승진했고 2004년 8월에는 인터폴 중국 지국장으로 임명되었다. 2012년에는 중국 국가해양국 부국장, 중국 해경국 국장을 역임했다. 2016년 11월 10일에는 국제형사경찰기구(인터폴) 총회에서 총재로 선출되었으며 2017년 12월에는 중국 국가해양국 부국장과 중국 해경국 국장에서 해임되었다. 2018년 1월에는 제13기 중국인민정치협상회의 위원으로 선출되었으나 2018년 4월에 중국 공산당 공안위원회 위원에서 해임되었다.
2018년 10월 4일에는 멍훙웨이의 아내인 그레이스 멍이 프랑스 경찰에 남편의 실종 사실을 전했다. 멍훙웨이는 실종되기 이전에 프랑스에서 중국으로 출장을 떠난 상태였는데 2018년 9월 25일에 그레이스 멍에게 "내 전화를 기다리라"라는 문자 메시지, 칼을 뜻하는 이모티콘을 보낸 것으로 알려졌다. 2018년 10월 7일에는 인터폴이 멍훙웨이의 사임을 공식 발표했다. 한편 중국 국가감찰위원회는 2018년 10월 8일에 공개된 공식 성명을 통해 멍훙웨이가 비리 혐의로 조사를 받고 있다고 밝혔다.
2018년 10월 26일에는 중국인민정치협상회의가 멍훙웨이의 위원 활동 자격을 박탈하기로 결정했으며 2019년 3월 27일에는 중국공산당 중앙기율검사위원회가 멍훙웨이의 당적을 박탈하고 모든 공직에서 추방하는 처분을 내렸다. 2019년 4월 24일에는 중화인민공화국 최고인민검찰원이 공식 성명을 통해 멍훙웨이가 뇌물 수수 혐의로 체포되었다고 밝혔다. 멍훙웨이는 2019년 6월 20일에 톈진시 제1중급인민법원에서 열린 재판에서 1,446억 중국 위안(런민비)에 달하는 뇌물을 받은 사실을 인정했다. 멍훙웨이는 2020년 1월 21일에 톈진시 제1중급인민법원에서 열린 재판에서 징역 13년 6개월, 벌금 200만 중국 위안을 선고받았다.